# Боров
Бо́ров — кастрированный хряк или кабан. Используется в мясном животноводстве. Из-за сокращения синтеза и выделения половых гормонов, менее агрессивен, чем некастрированный хряк, при этом быстрее набирает вес. Мясо борова «мраморное», более нежное и вкусное, без специфического запаха. Чаще всего кастрация хряков происходит от 20 дня жизни до трёхмесячного возраста, после чего полученных боровов откармливают. Взрослых же боровов ставят на откорм до жирных кондиций.